# Vlašnik
Koordinati:   42°45′20″N, 16°48′02″E
Vlašnik je majhen nenaseljen otoček v Jadranskem morju, ki pripada Hrvaški.
Vlašnik leži zahodno od Lastova med otočkoma Mrčara in Prežba. Njegova površina meri 0,127 km². Dolžina obalnega pasu je 1,52 km. Najvišji vrh je visok 89 mnm.